# Carquiñol

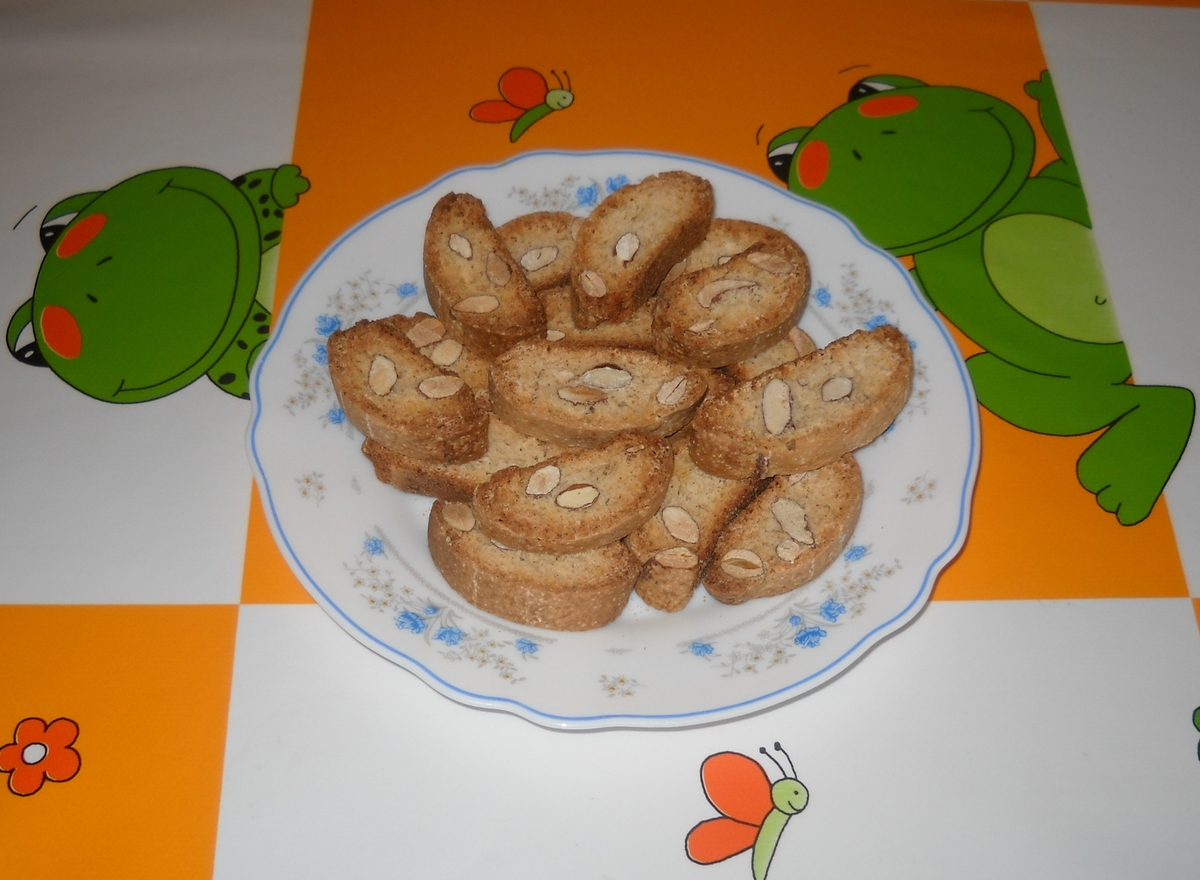
Carquiñoles de almendra.

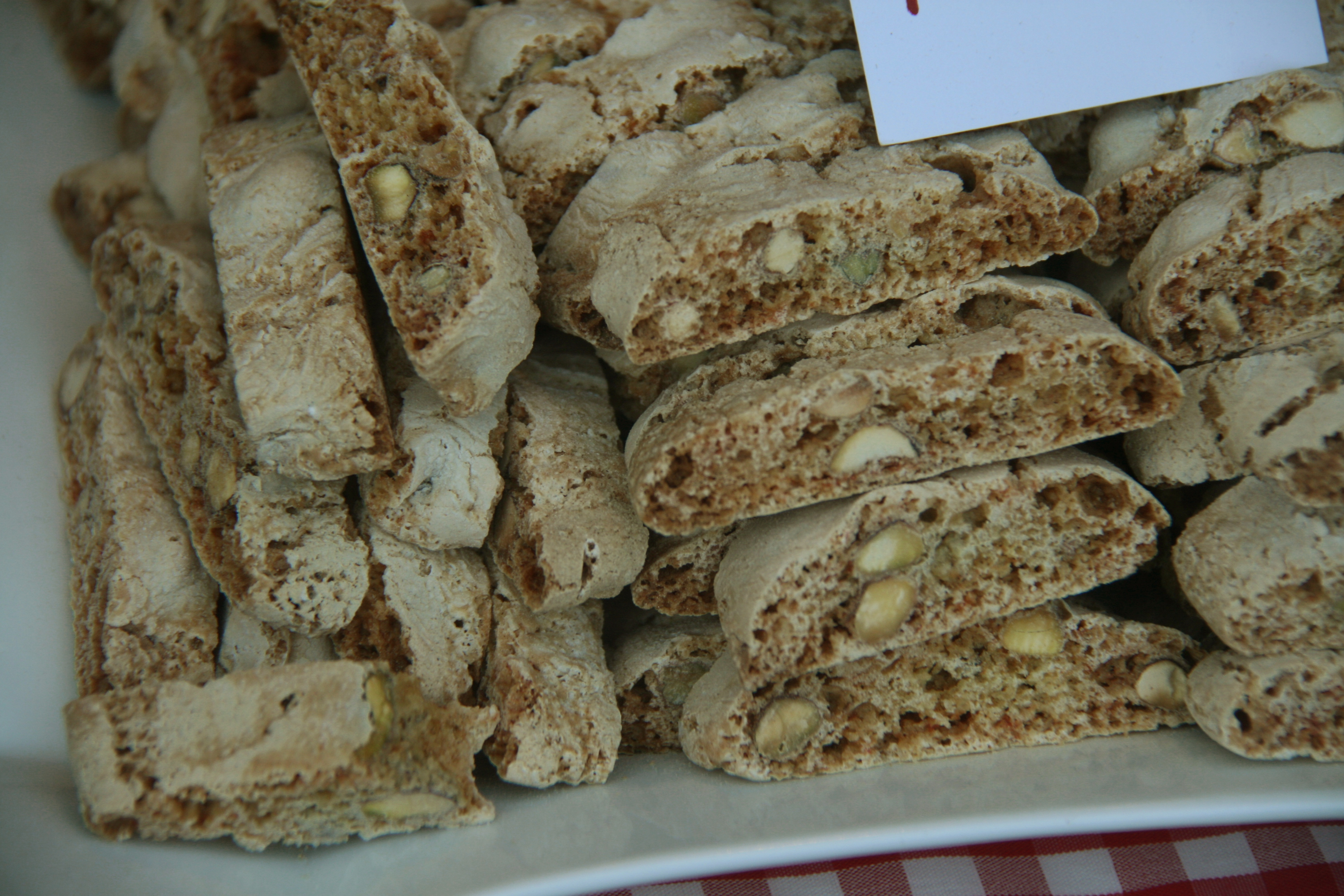
Carquiñoles de pistacho.

Los carquiñoles (en catalán carquinyolis o carquinyols) son una especie de pastas secas realizadas con la técnica del biscote, produciendo un pan tostado dulce, con almendras muy típicas de Cataluña y del sur de Francia (croquant), aunque se han extendido también por Baleares, Aragón y Valencia. En Andalucía se realiza otro dulce tradicional parecido, realizado con almendra y restos de bizcocho y otros dulces, y que se denomina carquiñón.

## Características

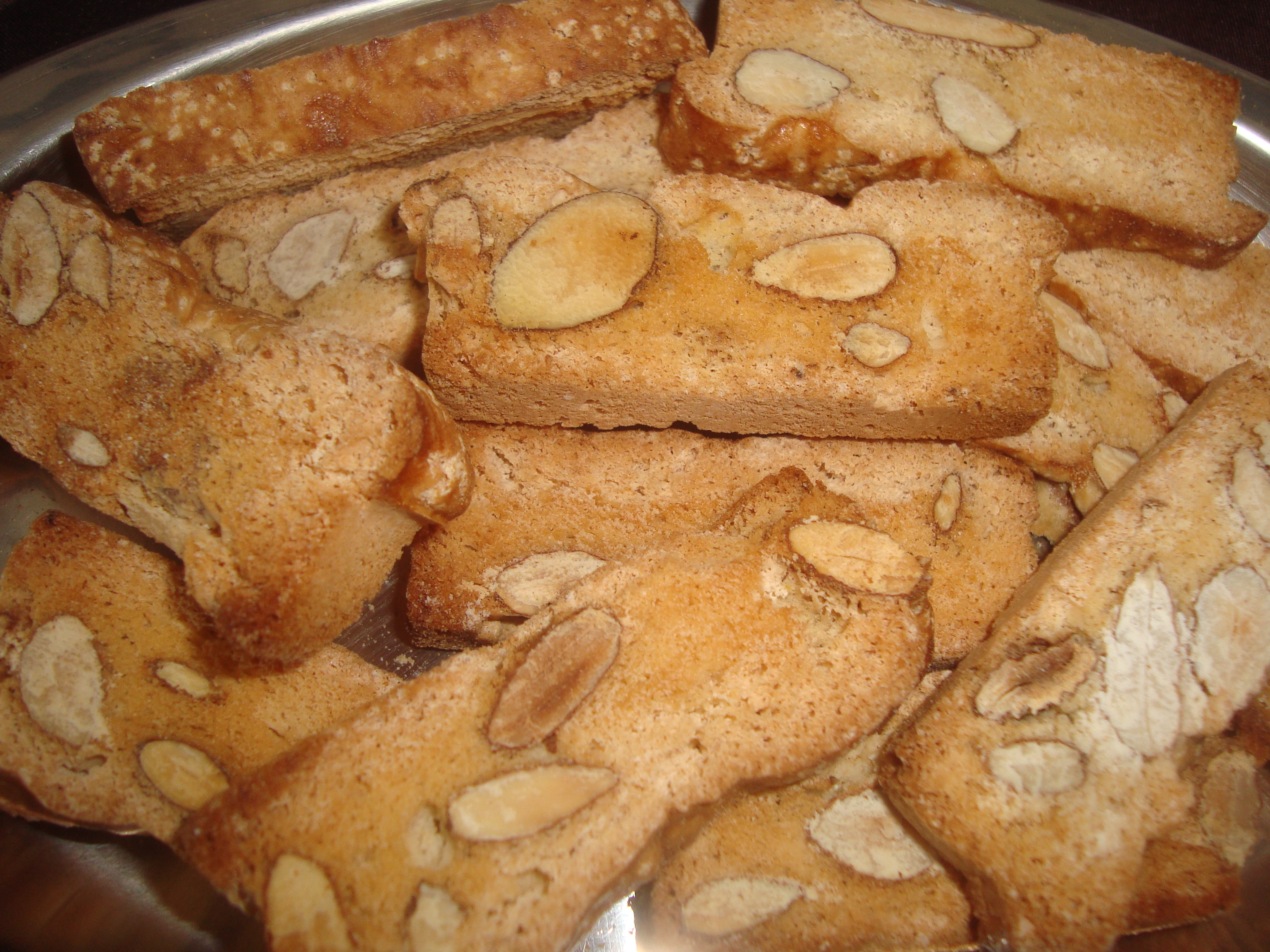
"Rosegons" o "carquinyols", dulce tradicional de almendra muy típico en la provincia de Castellón.

Para elaborarlos se necesita harina, azúcar, almendras enteras y huevo. Son opcionales ingredientes la piel de limón y la canela. 
Se mezclan todos los ingredientes descritos y se hace una o varias tiras con la masa. Dichas tiras tienen que medir 1 cm de alto por 3 cm de ancho aproximadamente. Seguidamente se pintan con huevo y se hornean unos 30 minutos, entonces se sacan las tiras y se cortan los carquiñoles con un grosor de 1 cm aproximadamente. Se introducen al horno unos 10 minutos aproximadamente más y ya están listos. Hay que esperar a que enfríen para degustarlos.

## Variantes

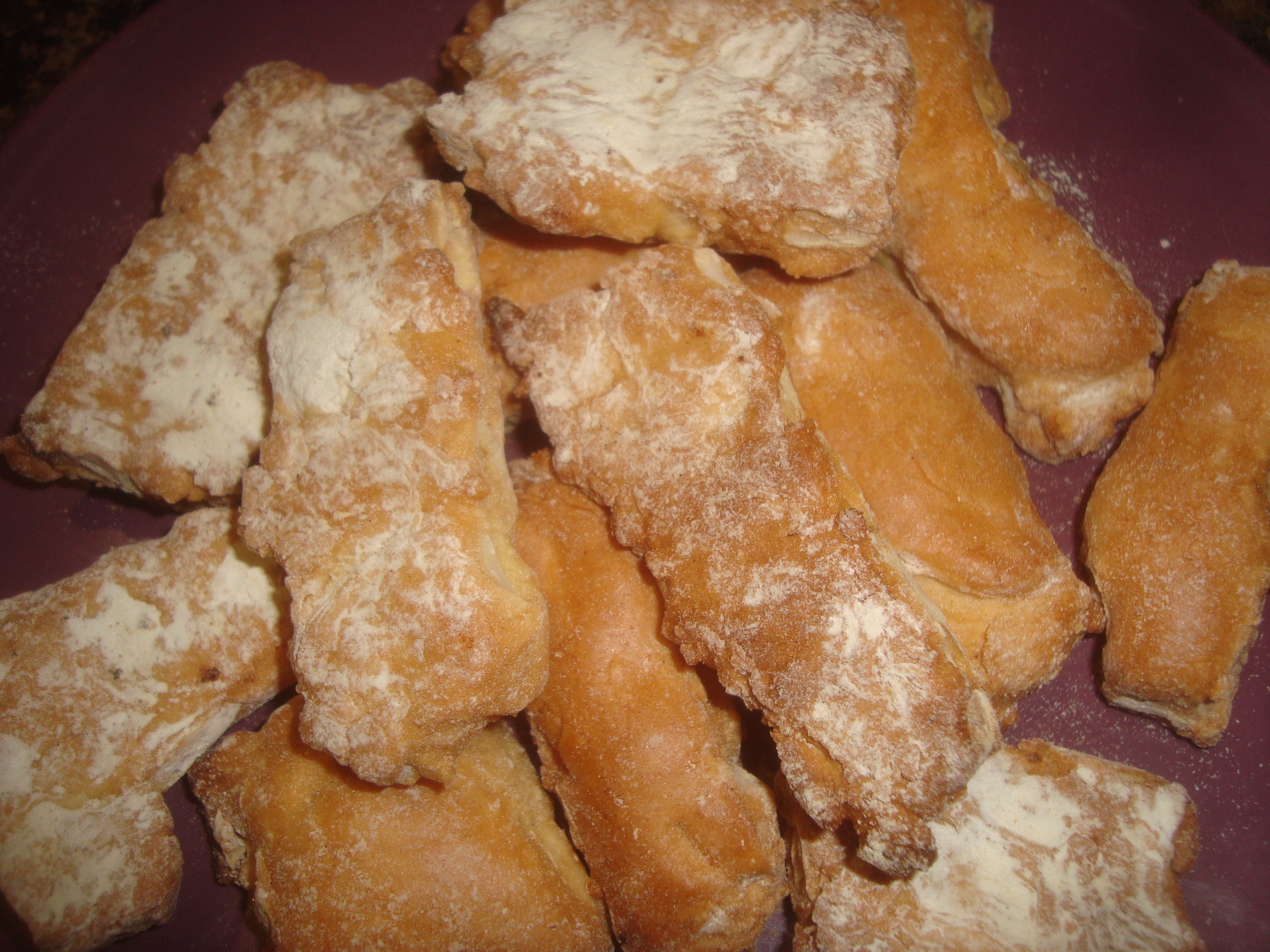
"Carquinyols" o "Rosegons" pasta dulce seca con almendras.

Los carquiñoles son similares a los cantuccini típicos italianos y a los rosegones valencianos.
- Datos: Q4897051
- Multimedia: Croquants / Q4897051